# Маунт Олив
Маунт Олив (на английски: Mount Olive) е селище в югоизточната част на Съединените американски щати, част от окръг Джеферсън на щата Алабама. Населението му е около 4 100 души (2010).
Разположено е на 185 метра надморска височина в Югозападните Апалачи, на 17 километра северно от центъра на Бирмингам. Селището е предимно жилищно предградие на Бирмингам.

## Известни личности
Родени в Маунт Олив
- Ханк Уилямс (1923 – 1953), музикант